# Яшар Кемал
Яшар Кемал (на турски: Yaşar Kemal) е турски поет и писател, един от водещите писатели в Турция, автор на епически исторически романи, сценарист и активист за правата на човека.

## Биография и творчество
Яшар Кемал, с рожд. име Кемал Садик Гьокчели, е роден на 6 октомври 1923 г. в село Гьокчедам, Османие, Турция, в единственото кюрдско семейство в селото. Има трудно детство. Семейството му трябва да избяга от вилает Ван във вилает Диарбекир, откъдето са депортирани в район Чукурова (сега част от Адана), вилает Адана. Губи дясното си око при злополука при колене на овца когато е тригодишен, а когато е петгодишен става свидетел как баща му е намушкан до смърт от осиновения му син Юсуф, докато се моли в джамия. Заради тези травматични преживявания получава говорна недостатъчност и заеква до 12-годишна възраст.
Учи в селското училище в Бурханлъ, после получава средно образование в Кадирли, вилает Османие. По време и след завършване на училището през 1938 г. работи на различни работни места – чирак на обущар, охранител, тракторист и чиновник в памучна ферма (1941), учител в село Бахче Кадирли (1941 – 1942), чиновник в библиотеката на читалище в Адана (1942) и др. Докато работи в библиотеката чете много историческа и класическа литература и се среща с писателя Орхан Кемал. Още след завършване на средното училище, започва да събира фолклор и да пише поезия. Първата му книга „Елегии“ (Ağıtlar) е издадена през 1943 г. от читалището, а първият му разказ „Мръсна история“ (Pis Hikâye) е публикуван през 1944 г. във вестник „Джумхуриет“.
Отбива военната си служба в Кайсери (1944 – 1946). След завършването ѝ през 1946 г. работи във френска газова компания в Истанбул. Връща се в Кадирли през 1948 г. и известно време работи като контрольор в оризищата.
През 1950 г. за предполагаеми комунистически дейности е пратен в затвора, откъдето е освободен през 1951 г. Посещава остров Акдамар (в езерото Ван) през 1951 г., където е планирано разрушаване на историческата арменска църква „Свети кръст“. Използвайки своите контакти, помага за спирането на събарянето (църквата е възстановена от турското правителство през 2005 г.). След това се мести в Истанбул, за да работи за вестник „Джумхуриет“, където приема псевдонима си Яшар Кемал и работи до 1963 г.. Във вестника започва да прави различни публикации – разкази, статии и фейлетони. През 1952 г. е издаден първият му сборник с разкази „Жерави“.
През 1955 г. е издадена повестта му „Тенекия“, по-късно адаптирана в пиеса. Същата година е издаден и дебютният му роман „Индже Мемед“ от едноименната поредица, която пише в продължение на 32 години. Младият Мемед е обикновено селско момче, но се превръща в бандит за потисниците и спасител за селяните срещу жесткостите на местния Абди Ага. Книгата е история за противопоставянето на селяните в Южен Анадол срещу агите (владетелите на земите). През 1957 г. романът се превежда първо на български език, а през 1959 г. Назъм Хикмет го превежда на руски. През 1984 г. по романа е създаден филмът „Мемед, моят ястреб“ (Memed, My Hawk) на британския актьор и писател Питър Устинов, който е в ролята на Абди Ага.
През 1960 г. е издаден романът му „Централен пост“ (Orta Direk) от поредицата „От другата страна на планината“, в който представя трудния живот на селяните в планината и в памуковите ниви в Чукурова.
През 1962 г. се присъединява към Работническата партия на Турция и „служи като един от нейните лидери до напускането след съветската инвазия в Чехословакия през 1968 г.“. През 1967 г. основава седмичното политическо списание Ant, застъпващо марксистка идеология. В следващите години е автор на редица епични романи свързани с турската история.
През 1974 г. е издаден романът му „Убийството на ковача на чаршията“ (Demirciler Çarşısı Cinayeti) от поредицата „Ага от Акчазаз“, в който чрез историята прави задълбочен анализ на градовете и човешкия живот в Средиземноморския регион.
Участва в учредяването на Съюза на писателите на Турция през 1973 г. и поема първото му председателство между 1974 и 1975 г. Поради вълната от политически убийства по време на политическото насилие в Турция през 1976 – 1980 г. Яшар Кемал се премества за известно време в Швеция. Често е арестуван за политическата си дейност. Той е и първият президент на ПЕН клуба на писателите, който е основан през 1988 г. През 1995 г. е съден за провеждане на сепаратистка пропаганда заради подкрепата му за кюрдските дисиденти чрез статия в „Шпигел“, критикуваща унищожаването от турската армия на кюрдските села по време на турско-кюрдския конфликт, за което получава 20-месечна условна присъда. През декември 2000 г. участва в преговори относно гладните стачки срещу затворите.
В поредицата си „Островна история“ (1997 – 2012) представя живота на турските заселници, загубили родината си във войните на остров, опразнен от гърците, в резултат на Лозанския договор и тяхното усилие да установят новия си живот.
За литературната си дейност писателят получава много награди и отличия. Книгите му са преведени на повече от 40 езика по света. Удостоен е с почетната докторска степен „доктор хонорис кауза“ от Страсбургския университет (1991), от университета „Акдениз“, Анталия (1992), от университета „Билкент“, Анкара (2002), от университета „Чукурова“, Адана (2009), от университета „Богазичи“ (2009) и Университета „Билги“ (2014), Истанбул.
През 1952 г. се жени за Тилда Сереро, която е от известно сефардско еврейско семейство в Истанбул. Имат един син. Тя превежда 17 от произведенията на съпруга си на английски език. Умира през 2001 г. На 1 август 2002 г. се жени за Айше Семиха Бабан, преподавателка по връзки с обществеността в университета „Билги“ в Истанбул.
Яшар Кемал умира на 28 февруари 2015 г. в Истанбул, Турция.

## Произведения

### Самостоятелни романи и повести
- Teneke (1955)[2][3][1]
Тенекия : Повест, изд.: „Народна култура“, София (1964), прев. Парашкев Парушев
- Üç Anadolu Efsanesi (1967) – три анадолски легенди[4]
- Ağrıdağı Efsanesi (1970) – легенда за планината Арарат
- Binboğalar Efsanesi (1971) – легенда за хилядата бикове
- Çakırcalı Efe (1972) – житейските истории на известния бандит Чакиркали
- Yılanı Öldürseler (1976)
- Al Gözüm Seyreyle Salih (1976)
- Kuşlar da Gitti (1978)
- Deniz Küstü (1978)
- Hüyükteki Nar Ağacı (1982)
- Tek Kanatlı Bir Kuş (2013)

### Поредица „Индже Мемед“ (İnce Memed)
1. İnce Memed 1 (1955)[3]
Индже Мемед, изд.: „Народна култура“, София (1957), прев. Донка Меламед
2. İnce Memed 2 (1969)
3. İnce Memed 3 (1984)
4. İnce Memed 4 (1987)

### Поредица „От другата страна на планината“ (Dağın Öte Yüzü)
1. Orta Direk (1960)[2]
2. Yer Demir Gök Bakır (1963)
3. Ölmez Otu (1968)
Безсмъртниче, изд.: „Народна култура“, София (1981), прев. Гюлчин Чешмеджиева

### Поредица „Ага от Акчазаз“ (Akçasazın Ağaları)
1. Demirciler Çarşısı Cinayeti (1974)[4]
2. Yusufcuk Yusuf (1975)

### Поредица „Никой“ (Kimsecik)
1. Yağmurcuk Kuşu (1980)[4]
2. Kale Kapısı (1985)
3. Kanın Sesi (1991)

### Поредица „Островна история“ (Bir Ada Hikayesi)
1. Fırat Suyu Kan Akıyor Baksana (1997)[4]
2. Karıncanın Su İçtiği (2002)
3. Tanyeri Horozları (2002)
4. Çıplak Deniz Çıplak Ada (2012)

### Поезия
- Ağıtlar (1943)[4]
- Bugünlere Bahar İndi (2010)

### Сборници
- Pis Hikâye (1946) – разказ
- Sarı Sıcak (1952)[4][5]
Жерави : Разкази, изд.: Профиздат, София (1982), прев. Румен Ковачев
- Bütün Hikâyeler (1975)

### Детска литература
- Filler Sultanı ile Kırmızı Sakallı Topal Karınca (1977)[2]

### Документалистика
- Yanan Ormanlarda 50 Gün (1955)[3]
- Çukurova Yana Yana (1955)
- Peribacaları (1957)
- Bu Diyar Baştan Başa (1971)

#### Поредица „През цялата тази земя“ (Bu Diyar Baştanbaşa)
1. Bir Bulut Kaynıyor (1974)[4]
2. Nuhun Gemisi (1993)
3. Yanan Ormanlarda Elli Gün (1996)
4. Peri Bacaları (1996)

### Сценарии
- Tus (1955)
- Bu Vatanın Çocukları (1959)
- Murad'ın Türküsü (1965)
- Ölüm Tarlası (1966)
- Yılanı Öldürseler (1981)

### Екранизации
- 1955 Tus
- 1955 Beyaz mendil – история
- 1956 Kara çali – история
- 1957 Namus düsmani – по разказа Dükkanci
- 1958 Dertli irmak – история
- 1958 Bu vatanin çocuklari
- 1958 Alageyik – история
- 1959 Karacaoglan'in kara sevdasi – история
- 1965 Muradin türküsü
- 1966 Ölüm tarlasi
- 1968 Urfa-Istanbul – история
- 1969 Alageyik – история
- 1973 Bebek – тв филм
- 1975 Agri dagi efsanesi
- 1981 Yilani öldürseler
- 1984 Memed My Hawk – по Индже Мемед
- 1987 Yer demir gök bakir
- 1991 Menekse Koyu – по разказа Still Waters